# اکسور
اِکسور ان.فی. (به هلندی: Exor N.V.) یک شرکت هلدینگ خوشه‌ای ایتالیایی است، که سرمایه‌گذاری گسترده‌ای در صنایع مختلف دارد و از طریق خریداری، مالکیت سهام و مدیریت بر شرکت‌های صنعتی، فعالیت می‌نماید. دفتر مرکزی شرکت اکسور در شهر آمستردام، هلند قرار دارد و بیشتر سهام آن، در کنترل خانواده آنیلی می‌باشد.
پیشینه این شرکت، به سال ۱۹۲۷ باز می‌گردد، زمانی‌که جیووانی آنیلی شرکت آی‌اف‌آی را تأسیس کرد و اقدام به سرمایه‌گذاری و تأسیس گروه خودروسازی فیات، شرکت سینزانو و سایر شرکت‌های دیگر نمود. امروزه شرکت اکسور کماکان دارای سهام قابل‌توجهی در شرکت فیات، است.
شرکت اکسور مالک شرکت‌های بزرگی هم‌چون ایوکو، سی‌ان‌ایچ، اس‌جی‌اس (بزرگترین شرکت کنترل کیفیت در جهان) و شرکت کاشمن اند ویکفیلد (بزرگترین شرکت خصوصی خدمات املاک جهان) می‌باشد. اکسور مالک اصلی باشگاه فوتبال یوونتوس نیز به‌شمار می‌آید.
سهام شرکت اکسور، در بازار بورس ایتالیا فهرست شده‌است، همچنین به عنوان جزئی از شاخص اف‌تی‌اس‌ای ام‌آی‌بی نیز، محسوب می‌شود. پس از مرگ ناگهانی ادواردو آنیلی، جان الکان به عنوان وارث انتخابی جیانی آنیلی اعلام شد و هم‌اکنون مالک، مدیر عامل اجرایی و رئیس هیئت مدیره شرکت اکسور می‌باشد.

## سهام‌داری
| شرکت           | صنعت      | درصد سهام | حق رأی |
| -------------- | --------- | --------- | ------ |
| PartnerRe      | تجارت     | ۱۰۰٪      | ۱۰۰٪   |
| یوونتوس        | فوتبال    | ۶۳٫۸۰٪    | ۶۳٫۸۰٪ |
| Gedi           | رسانه     | ۸۶٫۴۰٪    | ۸۹٫۶۰٪ |
| گروه اکونومیست | رسانه     | ۴۳٫۴۰٪    | ۲۰٪    |
| استلانتیس      | خودروسازی | ۱۵٫۵۰٪    | ۲۴٪    |
| سی‌ان‌اچ         | ماشین‌آلات | ۲۶٫۹۰٪    | ۴۲٫۵۰٪ |
| فراری          | خودروسازی | ۲۲٫۹۰٪    | ۳۵٫۹۰٪ |
| ایوکو          | خودروسازی | ۲۷٫۱٪     | ۴۲٫۵۰٪ |